# Université lusophone de Porto
L'université lusophone de Porto (ULP) (en portugais Universidade Lusófona do Porto) est une université privée fondée en 1994 à Porto.

## Historique
Elle a été fondée en 1994 sous le nom d'université moderne de Porto et a changé de nom en 2005, lorsque son propriétaire, DINENSINO, l'a transférée à la COFAC, la coopérative dont dépend l'université lusophone des humanités et technologies.

## Organisation
- Faculté des sciences économiques, sociales et de l'entreprise
- Faculté des sciences naturelles, de l'ingénierie et des technologies
- Faculté de communication, architecture, arts et technologies de l'Information
- Faculté de droit et de science politique
- Faculté de psychologie, éducation et sport